# Polychrus
Polychrus är ett släkte av ödlor som ingår i familjen Polychrotidae. Enligt en annan taxonomi är Polychrus det enda släkte i familjen Polychrotidae.
Utbredningsområdet sträcker sig från Honduras över Centralamerika till Sydamerikas tropiska och subtropiska delar.
Arterna sitter på dagen längre tider orörlig i växtligheten och väntar på att ett bytesdjur närmar sig. Svansen kan användas som gripverktyg. Honor lägger en gång per år ägg. Hos Polychrus acutirostris läggs 20 till 30 ägg och hos de andra arterna inte lika många.
Arter enligt Catalogue of Life:
- Polychrus acutirostris
- Polychrus femoralis
- Polychrus gutturosus
- Polychrus liogaster
- Polychrus marmoratus
- Polychrus peruvianus